# Dobrotitsa
Dobrotitsa (en búlgaro: Добротица, pronunciado [dɔbrɔtitsa]; en rumano: Dobrotici o Dobrotiţă; Τομπροτίτζας en fuentes contemporáneas bizantinas; Dobrodicie en fuentes contemporáneas genovesas) fue un noble búlgaro, gobernante de facto del independiente Principado de Karvuna y de la fortaleza Kaliakra desde 1354 a 1379-1386. Su origen étnico es discutido, en consecuencia Dobrotitsa es considerado por algunos un noble búlgaro familiarizado con la dinastía Terter, para otros un valaco, y para otros un turco cristianizado. Fuentes venecianas de finales del siglo XIV se refieren a Dobrotitsa como un «déspota de los búlgaros» (Despotum Bulgarorum Dobroticam) y de su reino como «partes de Zagore (Bulgaria), subordinado a Dobrotitsa» (Partes Zagorae Subditas Dobroticae).
En 1346, Dobrotitsa y su hermano Teodoro fueron enviados junto con 1000 soldados por el gobernador de Dobruja Balik para ayudar a la emperatriz bizantina Ana de Saboya en la guerra civil contra Juan VI Cantacuceno, pero fueron derrotados. Al año siguiente, después de la muerte de Balik, se convirtió en el gobernante de Dobruja. En 1348 Dobrotitsa tomó la fortaleza de Midia y para 1356 logró apoderarse de Kozyak (actual Obzor) y Emona de los bizantinos.
En 1366 el zar Iván Alejandro se negó a dar un salvoconducto al emperador bizantino Juan V Paleólogo, que regresaba a su hogar de Hungría. Con el fin de obligar a los búlgaros a hacer esto, un pariente de Juan V, el conde Amadeo VI de Saboya, al frente de su propia cruzada saboyana, atacó a los pueblos de la costa búlgara. En otoño del mismo año la armada de Amadeo capturó Anquialo, Nesebar, Emona y el 25 de octubre sitió la formidable fortaleza de Varna, donde fue rechazado. Como resultado Iván Alejandro dio a los bizantinos un salvoconducto a través de Bulgaria y manteniendo los pueblos conquistados. En 1369 Dobrotitsa y Vladislav I de Valaquia ayudaron al emperador Iván Alejandro a derrotar a los húngaros y retomar Vidin. En agradecimiento, el emperador dio a Dobrotitsa Emona y Kozyak. Dobrotitsa construyó una marina en Varna que hubiera participado en acciones en contra Trebisonda. Los manuscritos genoveses escriben que su marina de guerra era muy fuerte aunque pequeña y obtuvo buenos éxitos contra los otomanos y genoveses. Fue sucedido por su hijo Ivanko en 1385.
Los nombres de la región de Dobruja derivan de la versión turca de su nombre. La ciudad de Dobrich y dos aldeas en el norte de Bulgaria también llevan su nombre.